# Winter in Venice
Winter in Venice från 1997 är ett album av det svenska jazzbandet Esbjörn Svensson Trio. Albumet belönades med 1997 års Grammis i kategorin "årets jazz".

## Låtlista
1. Calling Home (Esbjörn Svensson) – 5:02
2. Winter in Venice (Esbjörn Svensson) – 5:27
3. At Saturday (Esbjörn Svensson) – 6:14
4. Semblance Suite in Three or Four Movements: Part I (Esbjörn Svensson/Dan Berglund/Magnus Öström) – 6:00
5. Semblance Suite: Part II – 3:44
6. Semblance Suite: Part III – 3:50
7. Semblance Suite: Part IV – 6:01
8. Don't Cuddle That Crazy Cat (Esbjörn Svensson) – 2:39
9. Damned Back Blues (Esbjörn Svensson) – 4:17
10. In the Fall of Things (Esbjörn Svensson) – 5:49
11. As the Crow Flies (Esbjörn Svensson) – 5:32
12. The Second Page (Esbjörn Svensson) – 5:05
13. Herkules Jonssons låt (Gunnar Svensson) – 3:17

## Medverkande
- Esbjörn Svensson – piano
- Dan Berglund – bas
- Magnus Öström – trummor

## Listplaceringar
| Lista (1997–98) | Topplacering |
| --------------- | ------------ |
| Sverige         | 36           |